# Наканиси, Кэйсукэ
Кэйсукэ Наканиси (яп. 中西啓介 6 февраля 1941, Вакаяма, префектура Вакаяма — 27 января 2002, Токио) — японский государственный деятель, директор Управления национальной обороны Японии (1993).

## Биография
В 1965 г. окончил экономический факультет Университета Васэда. Работал в офисе видного японского политика, избиравшегося спикером Палаты представителей Кикуйхиро Ямагути (1897—1981).
В 1976 г. был избран в Палату представителей японского парламента.
В августе-декабре 1993 г. — директор Управления национальной обороны Японии. Обвинялся в получении незаконных пожертвований от банка Кийо, связанные со строительством международного аэропорта Кансай.
В 1994 г. принял участие в создании Партии новых рубежей. Вскоре его старший сын был арестован за хранение марихуаны, а сам политик был вынужден давать показания под присягой в связи со скандалом вокруг двух кредитных кооперативов. В эти годы его политический вес значительно упал. На выборах 2000 г. проиграл выборы представителю ЛДП и заявил об уходе из политики.